# La Légende de Pendragon
La Légende de Pendragon (titre original : Rózsakereszt) est le premier roman de l'auteur hongrois Antal Szerb, publié en 1934. 

## Le texte
Le roman a paru d'abord en hongrois sous le titre Rózsakereszt, modifié par la suite en A Pendragon legenda. Il est paru pour la première fois en France sous le titre La Légende de Pendragon, corrigé par la suite en La Légende des Pendragon.

## Résumé
Dans le château de Pendragon, au Pays de Galles, les portes grincent, les lumières s'éteignent, un mystérieux cavalier traverse la pelouse. Le comte de Gwynedd, dans son laboratoire secret, expérimente sur des espèces semi-éteintes. Janos doit endurer la compagnie de Maloney, un Irlandais qui soutient que le Connemara est le siège de la civilisation. Osborne, lui, est l'archétype de l'Anglais de la classe supérieure. Batky, un zoologiste réputé dans sa Budapest natale, apparemment rationnel, est confronté à l'inexplicable et au surnaturel. 

## Analyse
Le fascisme dans ses premières manifestations est présent dans l'ouvrage, car Antal Szerb, juif né dans une famille de convertis catholiques, était bien conscient de ce que l'avenir lui réservait. Ce n'est qu'à la fin du livre que l'on se rend compte que derrière le pastiche, il y a le sentiment de fragilité humaine à l'égard de forces plus sombres.